# Cthulhu

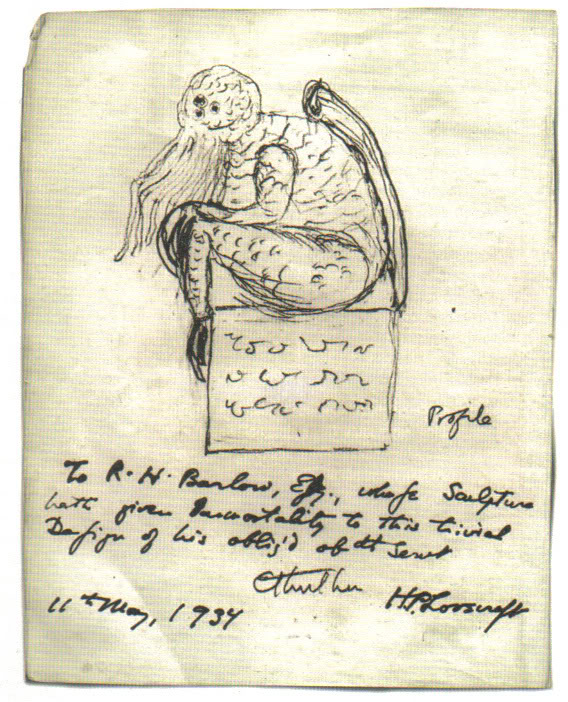
Lovecraftův náčrt Cthulhu

Cthulhu je nestvůra, jeden z bájných Prastarých, vyskytující se v dílech H. P. Lovecrafta a některých jeho epigonů. Je často zmiňována pro svůj nepopsatelně děsivý vzhled, obrovské rozměry a hrůzu, kterou budí. Často je proto zmiňována především v anglickojazyčné sci-fi a fantasy jako něco extrémně děsivého či jako extrémní zlo. Jeho jméno, které dle Lovecrafta „nezní jako nic z lidské řeči“, má mnoho dalších variant a jeho výslovnost není zcela jasná (tato nejasnost je pravděpodobně autorským záměrem). Sám Lovecraft podal několik variant, jako nejlogičtější se jeví anglický přepis Khlûl'hloo (česky nejspíš [chlúl-hlú]), mezi komunitou fanoušků se ustálila výslovnost [kathúlú] (/kəˈθuːluː/), kterou se řídí známá počítačová hra Call of Cthulhu. Mezi českými fanoušky však je obvyklá verze výslovnosti kthulhu. Lovecraft sám popsal jméno Cthulhu jako lidmi nevyslovitelné. K jeho jménu jsou často přidávána epiteta jako Veliký (Great), Mrtvý (Dead) či Děsivý (Dread). Poprvé se vyskytl v Lovecraftově povídce Volání Cthulhu (The Call of Cthulhu, 1928), je ale zmiňována i v dalších dílech téhož autora.
Cthulhu je zmiňován jako nepopsatelný, určité popisy odkazují především k jeho sochám (Cthulhu byl uctíván temnými kulty degenerovaných lidí v odlehlých oblastech světa – centrum kultu je kdesi v Arábii, řídí ho nesmrtelní vůdci z čínských hor, má odnože i v Grónsku a USA). Je popsán jako „současně drak, hlavonožec a karikatura člověka“, je zelený, vlhký a okřídlený, není stvořen z masa a kostí, velikostí údajně připomíná horu. Nechutným obřadům jeho uctívání dominuje mantra „Ph'nglui mglw'nafh Cthulhu R'lyeh wgah'nagl fhtagn“, což údajně znamená „Ve svém domě v R'lyehu mrtvý Cthulhu čeká a sní“. Obvykle se zkracuje na „Cthulhu fhtagn“, což je nejčastěji vykládáno na „Cthulhu čeká“. R'lyeh je obrovské, nepřirozené město pod mořskou hladinou, potopené kdysi v jižním Pacifiku. Jeho architektura je groteskní, zbudovaná podle principů neeuklidovské geometrie. Příběh o jeho náhodném objevení tvoří jednu z dějových linií povídky Volání Cthulhu.

## V populární kultuře
Nejnověji se Cthulhu objevuje i v seriálu South Park, konkrétně v jedenácté až třinácté epizodě čtrnácté sezóny. Také se vyskytuje ve hrách Magicka (Magika nebo Medžika) či Terraria.